# Metalhead (Film)
Metalhead ist ein isländisches Filmdrama von Ragnar Bragason aus dem Jahr 2013. Der Film feierte seine Premiere beim Toronto International Film Festival 2013 und wurde beim Fantasy Filmfest 2014 gezeigt. Er gewann bei den Edda-Awards 2014 insgesamt 8 Auszeichnungen, darunter für die Hauptdarstellerin Thora Bjorg Helga als „Schauspielerin des Jahres“.

## Inhalt
Als Zwölfjährige muss Hera den tragischen Unfalltod ihres älteren Bruders Baldur mit ansehen. Baldur war Heavy-Metal-Fan und spielte Gitarre und Hera verarbeitet das Erlebte, indem sie in die Rolle ihres toten Bruders schlüpft. Sie trägt seine Lederjacke, hört seine Musik und beginnt, Gitarre zu spielen. Jahre später als junge Erwachsene lebt sie immer noch bei ihren Eltern und hilft auf deren Bauernhof. Ihre Eltern haben nie über den Verlust ihres Sohnes gesprochen und gehen auf ihre eigene Weise mit der Trauer um. Während sich der Vater in die Arbeit auf dem Hof stürzt, hält die Mutter an ihren Erinnerungen fest und belässt das Zimmer von Baldur wie an dem Tag, an dem er ums Leben kam. Hera träumt davon, in die Großstadt zu ziehen und erfolgreich Musik zu machen. Doch weder ihre Eltern noch die Dorfgemeinschaft verstehen ihre Leidenschaft, und so verbringt sie ihre Freizeit mit dem Trinken von Alkohol und dem Musikmachen. Ein von ihr in der elterlichen Scheune aufgenommenes Demoband verschickt sie an verschiedene Plattenlabel.
In Janus, dem neuen Dorf-Priester, findet Hera einen Seelenverwandten, weil dieser ihre Leidenschaft für Heavy Metal teilt. Doch Hera missversteht die gemeinsame Liebe zur Musik als Zuneigung und ihr Annäherungsversuch endet in einem Desaster. Voller Wut und Enttäuschung zündet sie die Dorfkirche an und flüchtet in eine einsame Berghütte. Nach einer eisigen Nacht kehrt sie in ihr Elternhaus zurück, wo gerade ein Treffen der Dorfgemeinschaft stattfindet. Die Einwohner stellen sie zur Rede, vergeben ihr jedoch und beschließen, die Kirche gemeinsam wieder aufzubauen. Hera beginnt ein normales Leben, kleidet sich bürgerlich und verlobt sich mit ihrem Jugendfreund Knútur. Eines Tages tauchen drei junge Norweger im Dorf auf und suchen nach ihr, weil sie ihr Demoband gehört haben und es veröffentlichen wollen. Nach einer Aussprache mit ihrer Mutter erkennt Hera, dass diese Art zu leben nur eine Fassade ist und nicht das Leben widerspiegelt, das sie glücklich macht. Sie verlässt Knútur, legt das bürgerliche Image wieder ab und zeigt bei einem Konzert mit den Norwegern vor der Dorfgemeinschaft ihr musikalisches Können.

## Hintergrund
Drehbuchautor und Regisseur Ragnar Bragason hatte schon länger die Idee, einen Film über Musik zu drehen. Mit dem Schreiben des Drehbuchs begann er, nachdem er im Rahmen einer seiner Kurse an der Kunstakademie die spätere Hauptdarstellerin Thora Bjorg Helga kennengelernt hatte. Nach etwa einem halben Jahr kontaktierte Bragason die Schauspielerin mit einem Handlungsentwurf und es stellte sich heraus, dass sie ein wenig Gitarre spielen kann und einen Bruder hat, der Metal-Fan ist. Die Inspiration zum tragischen Schicksal des Bruders der Protagonistin gab ein ähnlicher Unfall in Bragasons Heimatort Ende der 1970er Jahre. Das Budget für den Film betrug umgerechnet rund 68.000 Euro.
Im Film finden folgende Lieder bekannter Heavy-Metal-Bands Verwendung:
- Diamond Head – Am I Evil?
- Savatage – Strange Wings
- Lizzy Borden – Me Against the World
- Riot – Run For Your Life
- Megadeth – Symphony of Destruction
- Judas Priest – Victim Of Changes
- Teaze – Heartless World

Die Musikverlage und Bands zeigten sich nach Angaben von Regisseur Bragason sehr kooperativ, lediglich W.A.S.P. und Iron Maiden lehnten eine Lizenzierung der angefragten Lieder ab. Die Filmmusik stammt von dem isländischen Indie-Rock-Musiker Pétur Ben und wurde als Bestandteil eines Mediabooks zum Film 2014 auf CD veröffentlicht.
Die Namen der drei Pilger (Øystein, Pål Ole und Yngve), die Hera besuchen, sind Verweise auf die Namen der verstorbenen Bandmitglieder der norwegischen Black-Metal-Band Mayhem, Øystein „Euronymous“ Aarseth und Per Yngve „Dead“ Ohlin.

## Kritiken
Metalhead erhielt ein gutes Presseecho, was sich auch in den Auswertungen US-amerikanischer Aggregatoren widerspiegelt. So erfasst Rotten Tomatoes größtenteils wohlwollende Besprechungen und ordnet den Film dementsprechend als „Frisch“ ein. Laut Metacritic fallen die Bewertungen im Mittel „Grundsätzlich Wohlwollend“ aus.

„In der archaischen Landschaft Islands angesiedeltes ‚Coming of Age‘-Drama mit skurrilen, dabei stets authentisch wirkenden Charakteren, vorzüglichen Darstellern und einer atemberaubenden Bildsprache. Fast beiläufig zeigt es die existenziellen Nöte eines Teenagers auf, der von seinem Umfeld nicht verstanden, geschweige denn sozialisiert werden kann.“

„Trotz manch ironischer Übertreibung geht ‘Metalhead’ ehrfurchtsvoll mit dem Genre sowie seinen Idealen und Gebräuchen um. Und zeigt zugleich auf: Metal ist nur eine von vielen Formen der Realitätsflucht. Das isländische Drama ist dabei sicher keine leichte Kost für den Bierabend, rückt aber dank des Soundtracks und schlauer Kontrastierung auch die spaßige Seite des Heavy Metal in den Vordergrund.“

„Trotz der dröhnenden Heavy-Metal-Musik ist Metalhead in erster Linie ein leises Drama über Trauer und Tod, und darüber, als unverstandener Außenseiter seinen Platz in dieser Welt zu finden. Das ist oft bewegend und komisch zugleich, zwischendurch braucht es jedoch etwas Geduld, wenn die Handlung zu episodenhaft wird.“

„Mitreißend gespieltes Independentkino über Trauer, Gemeinsinn, Individualismus und Toleranz.“